# دانيال بينتو
دانيال بينتو هو فارس سباق برتغالي، ولد في 13 مايو 1967.

## وصلات خارجية
- دانيال بينتو على موقع الاتحاد الدولي للفروسية (الإنجليزية)
- دانيال بينتو على موقع FEI (رابط بديل) (الإنجليزية)
- دانيال بينتو على موقع أوليمبيديا (الإنجليزية)